# Saint-Laurent-des-Bois (Eure)
Saint-Laurent-des-Bois ist eine französische Gemeinde mit 245 Einwohnern (Stand: 1. Januar 2022) im Département Eure in der Region Normandie. Sie gehört zum Arrondissement Évreux und zum Kanton Saint-André-de-l’Eure. Die Einwohner werden Saint-Laurentais und Saint-Laurentaises genannt.

## Geografie
Saint-Laurent-des-Bois liegt etwa 26 Kilometer südsüdöstlich von Évreux. Umgeben wird Saint-Laurent-des-Bois von den Nachbargemeinden Champigny-la-Futelaye im Norden und Nordwesten, Bois-le-Roi im Norden und Nordosten, Croth im Osten, Marcilly-sur-Eure im Süden und Südosten sowie Lignerolles im Westen.

## Einwohner
| Jahr      | 1962 | 1968 | 1975 | 1982 | 1990 | 1999 | 2006 | 2013 | 2020 |
| --------- | ---- | ---- | ---- | ---- | ---- | ---- | ---- | ---- | ---- |
| Einwohner | 56   | 58   | 73   | 102  | 184  | 171  | 195  | 244  | 246  |

## Sehenswürdigkeiten
- Kirche Saint-Laurent